# Emil Lykke Jensen
Emil Lykke Jensen (født 16. september 1986) er dansk politiker og 2. suppleant til Folketinget for Liberal Alliance i Syd- og Sønderjylland.
Emil har siden 2009 siddet i Liberal Alliances hovedbestyrelse, i perioden 2009 til 2011 som Liberal Alliances Ungdoms repræsentant og fra 2011 som én af de 5 landsmødevalgte medlemmer af hovedbestyrelsen.
Emil var i perioden 2009 til 2011 landsformand for Liberal Alliances Ungdom. I perioden 2008 – 2009 var han næstformand for organisationen, der dengang hed Ung Alliance.
Emil blev i 2006 HHX-student ved IBC Handelsgymnasiet, Kolding og læser i dag statskundskab ved Københavns Universitet.
Ved kommunalvalget 2009 var Emil opstillet til Københavns Borgerrepræsentation for Liberal Alliance, samt til Regionsrådet i Region Hovedstaden for samme parti.